# Ljusryggad bockrotsplattmal
Ljusryggad bockrotsplattmal (Depressaria pulcherrimella) är en fjärilsart som beskrevs av Henry Tibbats Stainton 1849. Ljusryggad bockrotsplattmal ingår i släktet Depressaria. Enligt Dyntaxa ingår Depressaria i familjen plattmalar, Depressariidae, men enligt Catalogue of Life är tillhörigheten istället familjen praktmalar, (Oecophoridae). Enligt den finländska rödlistan är arten nära hotad i Finland. Arten är reproducerande i Sverige. Artens livsmiljö är torra gräsmarker.